# Insula Axel Heiberg

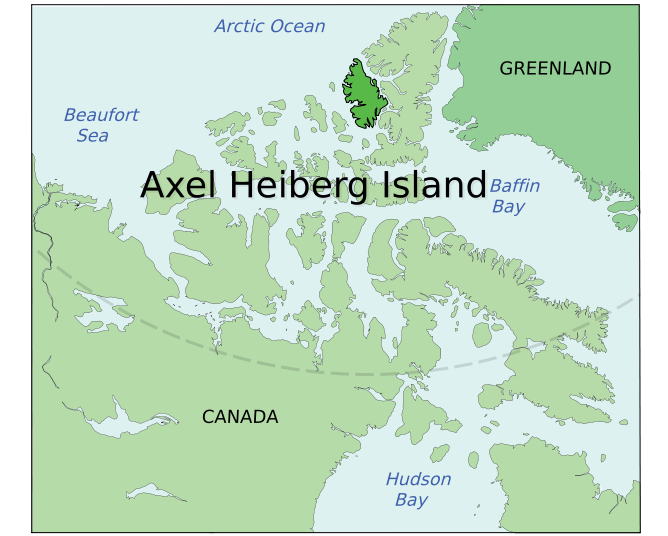
Localizarea insulei Axel Heiberg în Arhipelagul Arctic Canadian

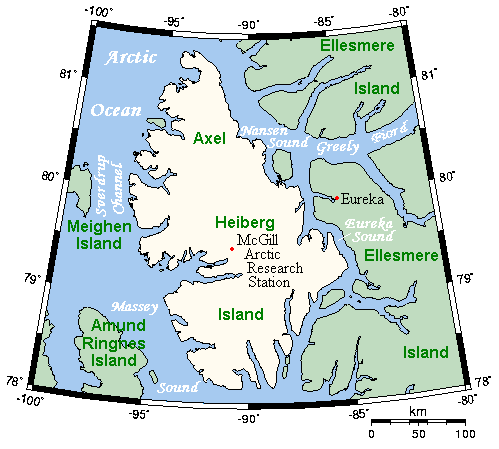
Insula Axel Heiberg

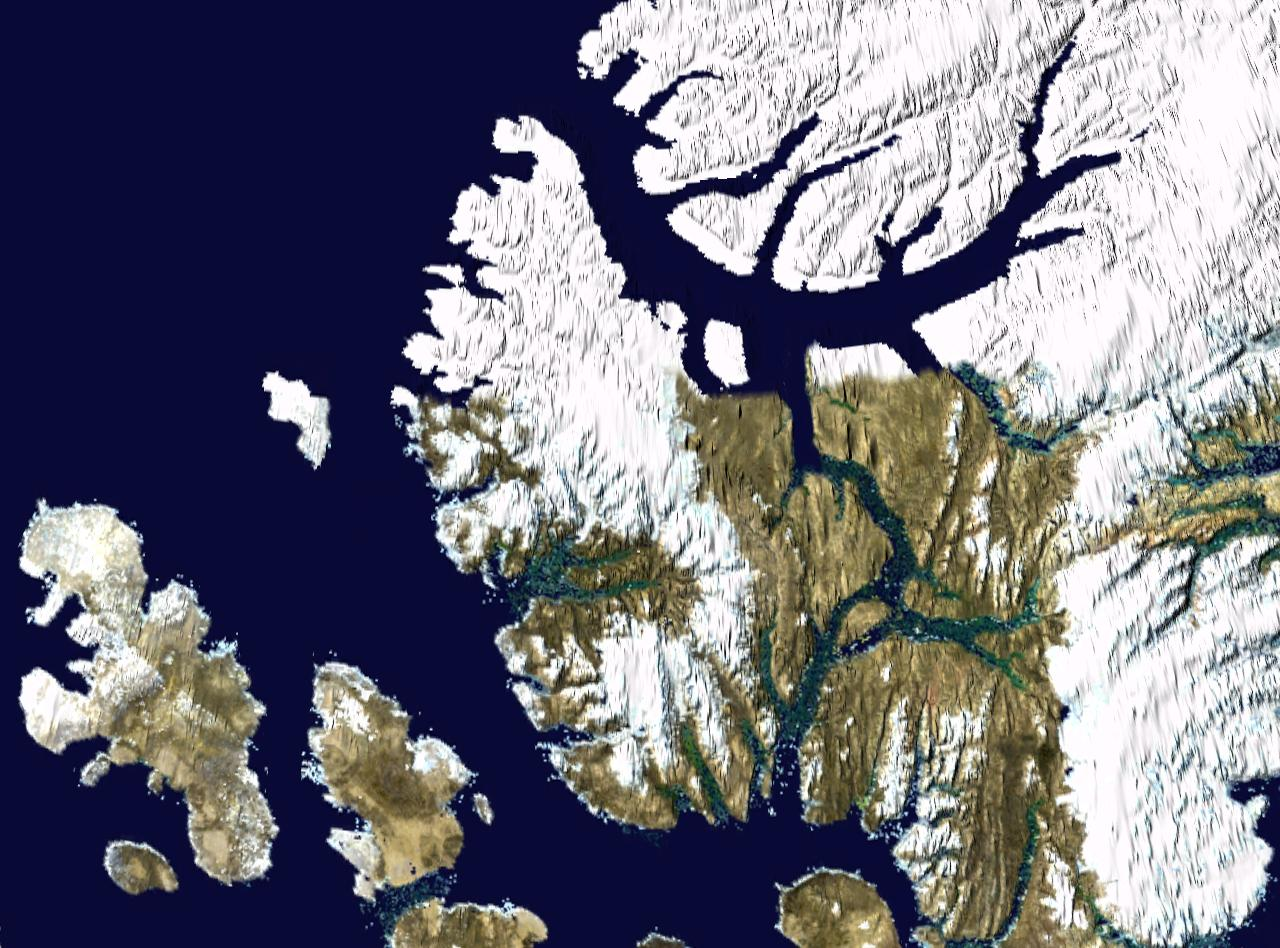
Imagine din satelit a insulei Axel Heiberg

Insula Axel Heiberg este o insulă în Arhipelagul Arctic Canadian și aparține administrativ de regiunea Qikiqtaaluk a provinciei Nunavut din Canada. Cu o suprafață de 43178 km2  ocupă locul 31 în lume și locul 7 în Canada.
Insula se învecinează la nord cu Oceanul Arctic, la est strâmtorile Eureka și Nansen o despart de insula Ellesmere, la sud de ea se află insula Graham, la sud-vest insula Amund Ringnes de care este despărțită prin strâmtoarea Massey iar la vest de ea se află insulele Ellef Ringnes și Meighen, de care este despărțită prin Canalul Peary.
Cel mai înalt punct de pe insulă este vârful Outlook, cu o înălțime de 2210 m deasupra nivelului mării.
Pe insulă există vestigii arheologice care indică faptul că în trecut a fost locuită de inuiți, dar în prezent ea nu are locuitori permanenți. Pe insulă se află o stațiune de cercetări arctice operată de Universitatea McGill din Montreal, Canada.
Insula a fost descoperită în anul 1900 de către expediția condusă de Otto Sverdrup și numită de acesta în onoarea lui Axel Heiberg, om de afaceri norvegian care a contribuit la finanțarea expediției sale . Insula a fost revendicată de Norvegia până în 1930.
În 1955, interiorul insulei a fost cartografiat de doi geologi canadieni, N.J. McMillan și R.C. McCulloch.
Începând cu 1959, un grup de cercetători de la Universitatea McGill au studiat fiordul Expedition din zona centrală a insulei, și în 1960 au fondat o stațiune de cercetări arctice acolo. Stațiunea, care poate găzdui până la 12 persoane, este folosită în prezent doar pentru studii specifice pe timpul verii.
Un element de interes  îl constituie și pădurea fosilă ce datează din Eocen și a fost descoperită pe insulă în anul 1985.